# 영국 영화
영국 영화 산업은 호황과 불황을 반복해 왔다. 1910년대에는 호조였지만, 1920년대에는 미국 영화에 밀려 주춤한다. 1927년에 영국 의회에 의해 제정된 법령 (Cinematograph Films Act 1927)에 의해 영화 산업은 활성화되고 1936년에는 영국 영화 사상 최다인 192개의 작품이 제작되었다. 하지만 갑작스러운 발전으로 인해 2차 세계 대전 동안 다시 불황에 빠진다. 전후가 되어 영화 산업은 회복하고 긴 안정기에 들어간다. 그러나 1970년대 중반에 다시 불황에 빠져 1981년에는 영국 영화 사상 가장 적은 24편의 영화만 제작되었다. 영국의 영화 산업의 역사는 복잡하고 다양한 문화적 요소가 관련하고 있다.

## 같이 보기
- 영국 아카데미 영화상
- 영국 영화 협회
- 영국의 영화 흥행 기록